# 하시즈메 이사오
하시즈메 이사오(일본어: 橋爪功, 1941년 9월 17일 ~ )는 일본의 중견 배우이다.

## 출연

### 드라마
- 2007년 《사라진 이틀》
- 2012년 《운명의 인간》

### 영화
- 1987년 《마루사의 여자》
- 1993년 《자식 딸린 늑대 소노치이사키테니》
- 1995년 《네자매 이야기》
- 2002년 《미스터 루키》
- 2005년 《로렐라이》
- 2006년 《눈물이 주룩주룩》
- 2009년 《여명》
- 2010년 《교섭인 더 무비》
- 2010년 《철로》
- 2010년 《우주전함 야마토》
- 2011년 《진짜로 일어날지도 몰라 기적》
- 2016년 《태풍이 지나가고》
- 2017년 《세 번째 살인》 - 아키히사 역
- 2017년 《파문: 두 사람의 야쿠효미가미》
- 2017년 《왓 어 원더풀 패밀리! 2》
- 2018년 《왓 어 원더풀 패밀리! 3: 마이 와이프, 마이 라이프》
- 2023년 《리볼버 릴리》 - 다쓰키치 역